# Ľubochňa
Ľubochňa es un municipio del distrito de Ružomberok en la región de Žilina, Eslovaquia, con una población estimada a final del año 2024 de 1045 habitantes.
Se encuentra ubicado al sur de la región, cerca del curso alto del río Váh (cuenca hidrográfica del Danubio) y de la frontera con la región de Banská Bystrica.

## Historia
La primera mención escrita o pueblo se remonta a 1625. En la década de 1890, Ľubochňa fue fundado en el pueblo, donde se alojaron, entre otros, Otokar Březina y Jakub Deml. De 1903 a 1904, se construyó el lerrocarril de vía estrecha desde Ľubochno hacia el sur para sobrevivir a la madera cosechada. La pista estaba electrificada, la primera de su tipo en Europa Central. La energía se obtuvo de pequeñas centrales hidroeléctricas en el río Ľubochňanka en parte por la turbina Francis. El orador del ferrocarril fue terminado en 1966. En el pueblo está la iglesia católica de San Cirilo y Metodio desde principios del siglo XIX.

## Demografía
| Año        | 1994 | 2004    | 2014    | 2024    |
| ---------- | ---- | ------- | ------- | ------- |
| Población  | 1065 | 1042    | 1053    | 1045    |
| Diferencia |      | −2,15 % | +1,05 % | −0,75 % |

| Año        | 2023 | 2024    |
| ---------- | ---- | ------- |
| Población  | 1052 | 1045    |
| Diferencia |      | −0,66 % |